# Массімо Каррера
Массімо Каррера (італ. Massimo Carrera, нар. 22 квітня 1964, Сесто-Сан-Джованні) — італійський футболіст, захисник. По завершенні ігрової кар'єри — футбольний тренер. З 2019 року очолює тренерський штаб грецького клубу АЕК.
Як гравець насамперед відомий виступами за клуб «Ювентус», а також національну збірну Італії. Чемпіон, володар Кубка та Суперкубка Італії з футболу, володар Кубка Мітропи, Кубка УЄФА. Переможець Ліги чемпіонів УЄФА. Як тренер — володар Суперкубка Італії з футболу.

## Клубна кар'єра
Народився 22 квітня 1964 року в місті Сесто-Сан-Джованні. Вихованець футбольної школи клубу «Про Сесто». Дорослу футбольну кар'єру розпочав 1982 року в основній команді того ж клубу, в якій провів один сезон, взявши участь у 30 матчах чемпіонату.
Згодом з 1983 по 1991 рік грав у складі команд клубів «Руссі», «Алессандрія», «Пескара» та «Барі». Протягом цих років виборов титул володаря Кубка Мітропи.
Своєю грою за останню команду привернув увагу представників тренерського штабу клубу «Ювентус», до складу якого приєднався 1991 року. Відіграв за «стару сеньйору» наступні п'ять сезонів своєї ігрової кар'єри. Більшість часу, проведеного у складі «Ювентуса», був основним гравцем захисту команди. За цей час додав до переліку своїх трофеїв титул чемпіона Італії, ставав володарем Кубка Італії, володарем Суперкубка Італії з футболу, володарем Кубка УЄФА, переможцем Ліги чемпіонів УЄФА.
Протягом 1996—2005 років захищав кольори клубів «Аталанта», «Наполі» та «Тревізо».
Завершив професійну ігрову кар'єру у клубі «Про Верчеллі», за команду якого виступав протягом 2005—2008 років.

## Виступи за збірну
У 1992 році дебютував в офіційних матчах у складі національної збірної Італії. Зіграв за збірну лише 1 матч.

## Кар'єра тренера
18 червня 2009 року Каррера став новим технічним координатором молодіжного сектору «Ювентуса».
2012 року почав працювати з основною командою, підміняючи Антоніо Конте під час суду в справі про договірні матчі. Після суду Конте був дискваліфікований, і Каррера виконував обов'язки головного тренера на початку сезону 2012/13, в тому числі керував командою в матчі за італійський Суперкубок проти «Наполі», що став першим трофеєм фахівця у його тренерській кар'єрі. Після відставки Конте 16 липня 2014 року Каррера також покинув клуб, а вже 19 серпня приєднався до Конте на посаді помічника головного тренера збірної Італії.
Після Євро-2016 Конте отримав посаду головного тренера «Челсі», але Каррера не зміг увійти в його тренерський штаб через те, що в «Челсі» було достатньо своїх тренерів. Каррера став помічником Дмитра Аленічева у московському «Спартаку». Після вильоту команди з 3-го кваліфікаційного раунду Ліги Європи, Аленічев подав у відставку, а Каррера зайняв посаду виконувача обов'язків головного тренера. 17 серпня Каррера став повноцінним головним тренером команди.
Дебют Каррери як головного тренера відбувся 21 серпня, коли «Спартак» здобув перемогу над «Краснодаром» з рахунком 2:0.
Жодному тренеру в російській історії «Спартака» не вдавалося почати роботу з командою настільки ж успішно: у 12 матчах під керівництвом Каррери клуб набрав 28 очок з 36 можливих (77,78 %). Перемігши «Терек» у Грозному 0:1, «Спартак» завершив перше коло на першому місці: в 15 турах червоно-білі набрали 37 очок і повторили свій кращий результат за цим показником для чемпіонатів, в яких брали участь 16 клубів. З таким же результатом москвичі прийшли до проміжного фінішу в переможному сезоні 2000 року, а 7 травня 2017 стали чемпіонами, уперше з 2001 року.
Після досягнутого на чолі «Спартака» успіху італієць подовжив свій контракт з клубом до 31 травня 2019 року, утім вже напркінці 2018 року його було звільнено після низки незадовільних результатів.
8 грудня 2019 року був представлений як новий головний тренер команди грецького клубу АЕК. Під його керівництвом афінці завершили сезон 2019/20 на третьому місці, кваліфікувавшись для участі у Лізі Європи УЄФА 2020/21. Там команда починала з третього кваліфікаційного раунду, у якому здолала швейцарський «Санкт-Галлен», а згодом у раунді плей-оф греки перемогли німецький «Вольфсбург», пройшовши до групової стадії змагання.
| Дата       | Місто  | Господарі | Результат | Гості      | Турнір           | Голи | Примітки |
| ---------- | ------ | --------- | --------- | ---------- | ---------------- | ---- | -------- |
| 19/02/1992 | Чезена | Італія    | 4 – 0     | Сан-Марино | товариський матч | -    |          |
| Усього     |        | Матчів    | 1         |            | Голів            | 0    |          |

### Тренерська статистика
Станом на 5 жовтня 2020
| Команда            | З             | По             | Статистика | Статистика | Статистика | Статистика | Статистика | Статистика | Статистика | Статистика | Прим.  |
| Команда            | З             | По             | І          | В          | Н          | П          | Г+         | Г-         | РГ         | % В        | Прим.  |
| ------------------ | ------------- | -------------- | ---------- | ---------- | ---------- | ---------- | ---------- | ---------- | ---------- | ---------- | ------ |
| «Ювентус»          | 1 липня 2012  | 19 жовтня 2012 | 10         | 7          | 3          | 0          | 24         | 9          | +15        | 70,00      | [ 10 ] |
| «Спартак» (Москва) | 5 серпня 2016 | 22 жовтня 2018 | 89         | 49         | 20         | 20         | 136        | 100        | +36        | 55,06      | [ 10 ] |
| АЕК                | 8 грудня 2019 | досі           | 35         | 21         | 9          | 5          | 56         | 23         | +33        | 60,00      | [ 11 ] |
| Разом              | Разом         | Разом          | 134        | 77         | 32         | 25         | 216        | 132        | —          | 57,46      | —      |

## Титули і досягнення
| - Чемпіон Італії (1): «Ювентус»: 1994–95 - Володар Кубка Італії (1): «Ювентус»: 1994–95 - Володар Суперкубка Італії з футболу (1): «Ювентус»: 1995 - Володар Кубка Мітропи (1): «Барі»: 1990 - Володар Кубка УЄФА (1): «Ювентус»: 1992–93 - Переможець Ліги чемпіонів УЄФА (1): «Ювентус»: 1995–96 | - Володар Суперкубка Італії з футболу (1): «Ювентус»: 2012 - Чемпіон Росії (1): «Спартак»: 2016-17 - Володар Суперкубка Італії з футболу (1): «Спартак»: 2017 |